# Zanso
Zanso é uma vila na comuna rural de Luluni, na circunscrição de Sicasso, na região de Sicasso.

## História
Cerca de 1850, Siramanadiã Traoré organizou um encontro para firmar a paz entre o fama Daulá (r. 1845–1860) do Reino de Quenedugu e Pigueba Uatara do Império de Congue. Esse encontro ocorreria entre Fincolo e Zanso. Daulá, preocupado com as intenções de Siramanadiã, não vai, porém seus 12 irmãos, que estavam presentes, foram chacinados. Pouco depois, ao ser derrotado em combate, Pigueba foge com Siramanadiã para Zanso e então para sudeste rumo a Cutura (Taguara) e então Congue.